# マイン＝ヴェーザー線
マイン＝ヴェーサー線（マイン＝ヴェーザーせん、ドイツ語: Main-Weser-Bahn）はドイツ連邦共和国ヘッセン州カッセルからヴァーベルン、トライザー、マールブルク、ギーセン、フリートベルク (ヘッセン)を経てフランクフルト・アム・マインに至る幹線鉄道である。名前は1880年までこの路線を建設及び運営した鉄道会社から由来する。

## 概要
マイン＝ヴェーザー線は199.8 kmの鉄道路線で、複線化及び電化されている。最高速度は160 km/hだが、ただし南の部分に限る。この路線は地域輸送の部門にはとても重要な鉄道であり、優等列車も運行されている。

## 歴史

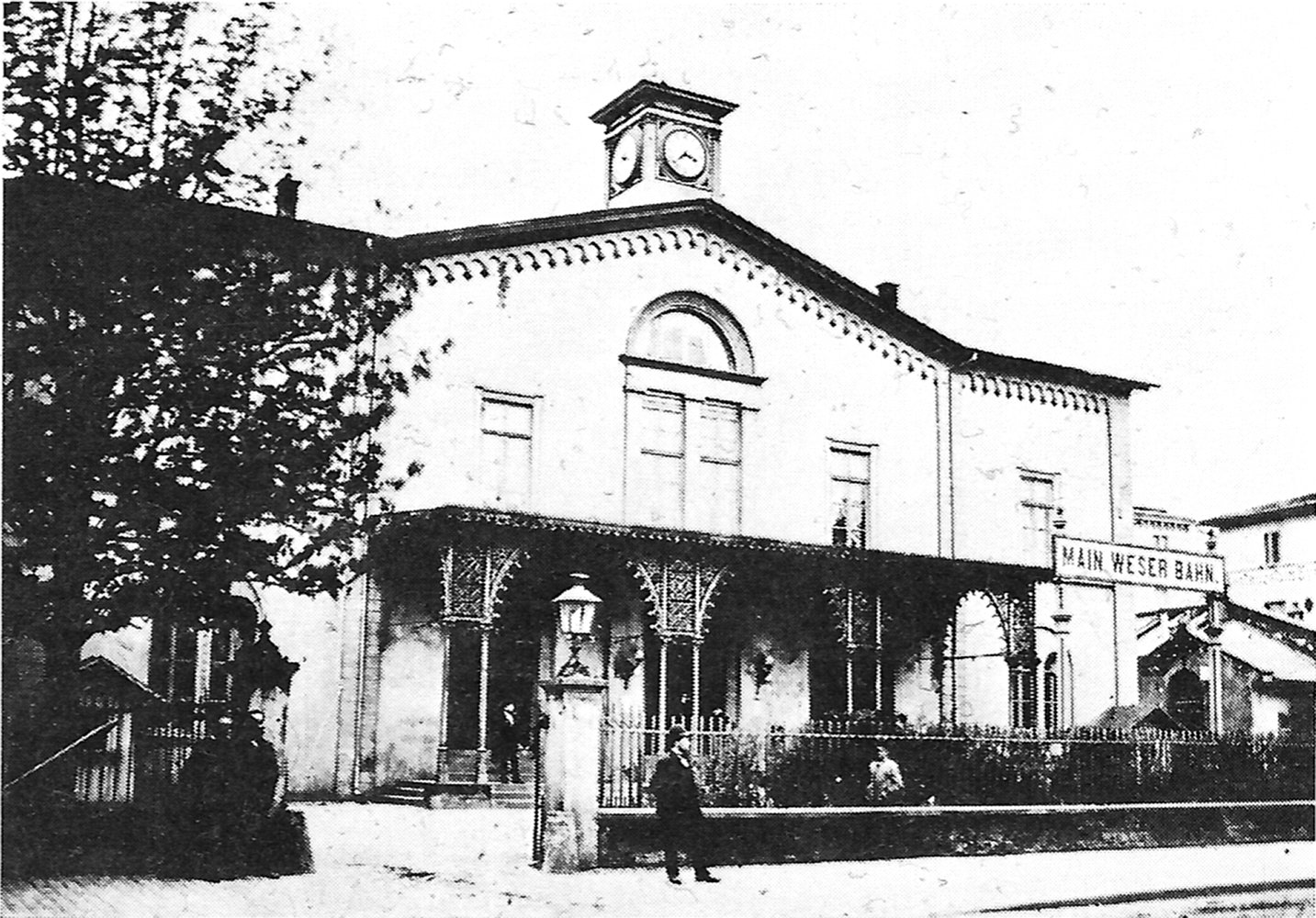
マイン＝ヴェーザー駅 (1889年)

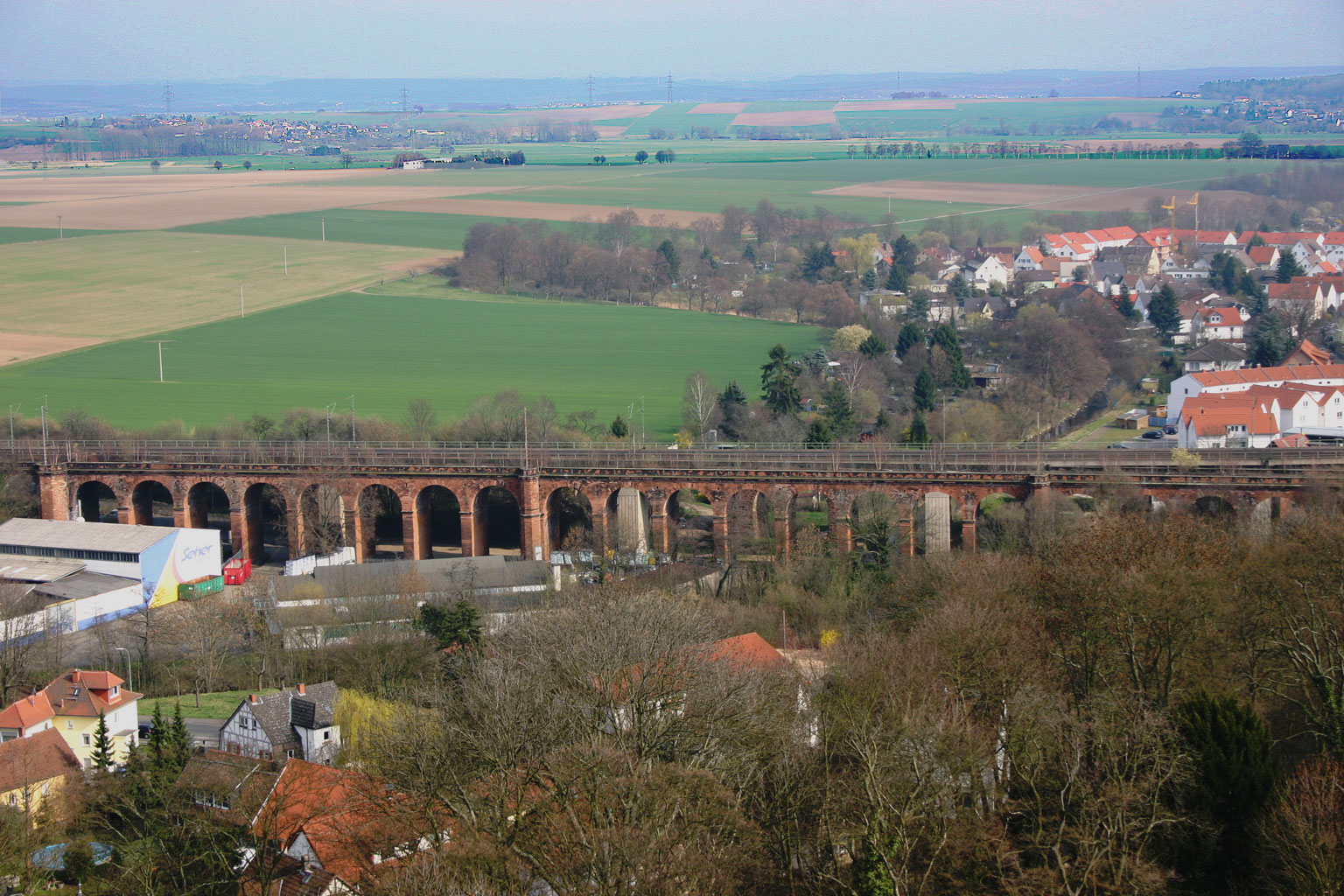
ローゼンタール高架橋 (フリードベルクの旧橋)

### ヘッセン選帝侯国時代
マイン＝ヴェサー線はヘッセン選帝侯国内の主要都市を連結する鉄道路線の一つとして企画された。1841年この路線を建設するための交渉が始まった。何度の交渉決裂の末に1845年2月6日フランクフルト自由市、ヘッセン大公国、ヘッセン選帝侯国間に共通鉄道会社の設立を目的した条約 (Staatsvertrag) が締結された。マールブルク、ギーセン、フリートベルクを経由する鉄路建設の法的要件はこの条約で充足された。この路線は線形的には単純だったが、国境線を何度も渡る形だった。
1846年8月6日建設作業はヘッセン選帝侯国の領土で始まった。フランクフルト新聞 (Frankfurter Zeitung) の1849年10月1日付け記事によれば、同年同月18日フランクフルト - フリートベルク間は開業される予定だった。1849年12月29日カッセル - ヴァバーン間はまず開通され、1852年5月15日ギーセン - ラングゲンス間の連結でカッセル - フランクフルト・アム・マイン間の列車運行が実現された。複線化は1865年から行われたが、当事国の共同作業は鉄道輸送の飛躍的な発展にもかかわらず、うまくできなかった。けれどこの複線化のため、1866年戦争にはプロイセンの兵力輸送がたやすくなった。1868年5月30日プロイセンはヘッセン大公国と、1868年8月1日マイン＝ヴェーザー線の運営権をプロイセンに引き渡す内容の条約を締結した。
1866年のベーブラ鉄道開通以前、フランクフルト-ベルリン間を運行する全ての列車はマイン＝ヴェサー線を経由した。列車はグンタースハウゼン駅で方向を転換し、フリードリヒ＝ヴィルヘルムス北線とトュリンゲン線を経てベルリンまで運行された。フランクフルトからカッセルを経由しベルリンまで運行されたD列車は、ベーブラ線の開通後にも、第二次世界大戦が終わるまで運営された。戦後何年間アメリカ占領軍所属の「DUS列車」はこの路線上に運行されたことがある。
1879年以降トライザー - ロラー間はベルリン - メッツ間の軍事戦略鉄道だったカノネン線の共通区間となった。1878年10月ロラー駅の側でカノネン線は結ばれた。

### ドイツ連邦鉄道時代
1960年代にまずフランクフルト-ギーセン間が電化され、1967年3月20日から全区間の電気運転が可能になった。1978年5月フランクフルト - フリートベルク間にライン＝マインS6列車の運行が始まった。ハノーファー-ヴュルツブルク間高速鉄道の建設準備の為にカッセル市区間の線路が1985年7月から移転された。工事費用は総2400万マルクで、工事区間の長さは5.7 kmだった。1973年11月5日グンタースハウゼン駅でD453列車とDC973列車が衝突し、その結果死亡者は14人、負傷者は65人だった。

### ドイツ鉄道時代
1997年7月5日ヘッセン州ノイシュタットで貨物列車が縦横に揺れた。その原因で列車に積載された鋼鉄の荷崩れで反対側からきた快速列車が損傷を受けた。死亡者は6人で、快速列車の前の3両が破壊された。
2006年6月からカッセル市で地方電車のRT5系通がメルズンゲン - バウナタール・グンタースハウゼン - カッセル間に運行されて、翌年RT9はトライザー - カッセル間に導入された。2015年12月RT9は廃止され、ヘッセン地方鉄道(Hessische Landesbahn, HLB)の快速列車系通に置き換えられた。
2015年5月にドイツ鉄道は、2017年後半期にライン＝マインSバーンの走行する区間で緩行線を増設して複々線とし、長距離列車とSバーンの運行経路を分離する工事が開始されることを告知した。フランクフルト西駅 - バート・フィルベル区間について2017年12月に起工式が行われた。およそ13 kmのSバーン緩行線は2024年2月19日に一旦完工して、バート・フィルベル南駅とギンハイム駅の開業に関する最終作業が残った。

## 運行形態

### 遠距離輸送
優等列車にはICEまたはIC(制御装置付きの客車が使用されて、DB101形或いは120形機関車が客車を牽引する)が設定されている。ハノーファー-ヴュルツブルク高速線の工事などのため通行不可の時には、高速線経由の列車も当路線を走行することがある。
- IC 26: ハンブルク・アルトナ - カッセル・ヴィルヘルムスホェーエ - トライザー - マールブルク - ギーセン - フリートベルク - フランクフルト（マイン） - ハイデルベルク - カールスルーエ。

### 地域輸送
マイン＝ヴェーザー線の主な地域路線はマイン＝ヴェーザー急行(RE30)、マイン＝ジーク急行(RE98/99)及び中部ヘッセン急行(RB40/41)である。他の列車は下のように運行される。カッセル - シュヴァルムシュタット・ヴィーラ間は北ヘッセン運輸連合(Nordhessischer Verkehrsverbund、NVV)の区域に属し、ノイシュタット (マールブルク郡) - フランクフルト間はライン＝マイン運輸連合(Rhein-Main-Verkehrsverbund、RMV)の管轄下にある。
- 快速列車（RE 30）; カッセル - カッセル・ヴィルヘルムスホェーエ - ヴァバーン (カッセル県)  - トライザー - マールブルク - ギーセン - フリートベルク - フランクフルト（マイン）。120分間隔。使用車両は146形電気機関車と制御装置付き二階建て客車 (Wendezug aus Doppelstockwagen)。
- 快速列車（RE 98/RE 99）; カッセル/ジーゲン - ギーセン - フリートベルク - フランクフルト（マイン）。ヘッセン地方鉄道 (Hessische Landesbahn、HLB) 運営。120分間隔(カッセル - ギーセン及びギーセン - フランクフルト)。使用車両はFLIRT。ギーセン駅で二つ編成の列車は分割・併合される。RE98の経路はRE30の経路と同じであるが、列車はグンタースハウゼン - キルヒハイン区間に普通列車のように停車する[7]。
- 普通列車（RB 5）; カッセル - カッセル・ヴィルヘルムスホェーエ - グクスハーゲン - メルズンゲン - ベーブラ - フルダ。キャントゥス(Cantus)社所属。60分間隔。使用車両はFLIRT。列車はこの路線を経由するが、カッセル・ヴィルヘルムスホェーエ駅からグクスハーゲン駅まで停車しない。
- 普通列車（RB 34）; グラウブルク・シュトクハイム - ニッデラウ - バート・フィルベル - フランクフルト（マイン）。30/60分間隔(月曜日-金曜日)。使用車両はデジロ或いは245形ディーゼル機関車と制御装置付き二階建て客車。
- 普通列車（RB 37）; ギーセン - グローセンリンデン - ランゲンス - キルヒゲンス - ブッツバッハ - オーストハイム - バートナウハイム - フリートベルク（- バートフィルベル - フランクフルト西駅 - フランクフルト）。60分ごとに運行。HLB運営[7]。使用車両はコラディア・コンチネンタル。
- 普通列車（RB 39）; カッセル - カッセル・ヴィルヘルムスホェーエ - ブラナウタール・グンタースハウゼン - フェルスベルク・ゲンズンゲン - ヴァバーン (カッセル県) - バート・ビルドゥンゲン。120分間隔。使用車両はGTW2/6気動車。
- 普通列車（RB 40/RB 41）; ディレンブルク/トライザー - ギーセン - ブッツバッハ - バートナウハイム - フリートベルク - フランクフルト西駅 - フランクフルト。60分ごとに運行。HLB運営[7]。使用車両はRB37と同じ。ギーセン駅で二つ編成の列車は分割・併合される。
- Sバーン（）; フリートベルク - ブルヘンブリュケン - ニーダーヴォェルシュタット - オーカルベン - グロースカルベン - ドルテルヴァイル - グロースカルベン - バートフィルベル - バートフィルベル南駅 - ベルカースハイム - フランクフルトベルク - エシャースハイム - ギンハイム - フランクフルト西駅 - 見本市駅 - ガルスヴァルテ - フランクフルト - フランクフルト南駅 - ランゲン - ダルムシュタット。15/30分ごと。使用車両は423形電車。
- カッセル地方電車（RT5）; カッセル・アウエスタジアム - カッセル中央駅 - カッセル・ヴィルヘルムスホェーエ - ブラナウタール・グンタースハウゼン - メルズンゲン。30/60分間隔。使用車両はアルストム社のレギオシターディス。